# Tomsk
Tomsk (Russisch: Томск) is een stad in Rusland, hoofdstad van de oblast Tomsk, gelegen aan de rivier de Tom in West-Siberië.
Tomsk is bekend om zijn 19e-eeuwse houten huizen. Het aantal van deze huizen neemt steeds verder af door brand en nieuwbouw. De stad is ook een centrum van de ICT-industrie. Een behoorlijk aantal softwarebedrijven is er gevestigd.

## Geschiedenis
Op 20 januari 1604 wendden gezanten van Tojan, vorst van de Tataarse stam Zoesjta, zich tot het hof van tsaar Boris Godoenov. Ze verzochten hem hun volk onder zijn hoede te nemen en in hun land een Russische stad te bouwen aan de Tom, als bescherming tegen aanvallen van hun vijandige buren, de Kirgiezen en de Kalmukken. Enige dagen later gaf de tsaar kozakkenleider Gavril Pisemski en hoofd der schutters Vasili Tyrkov de opdracht een fort op te richten bij een overzetplaats over de Tom.
De nederzetting werd gesticht op de hooggelegen rechteroever van de Tom, op 60 km van waar de rivier in de Ob stroomt. Rond 7 oktober 1604 waren de bouwwerkzaamheden voltooid en deze datum geldt dan ook als geboortedag van Tomsk. Het werd een belangrijk militair centrum bij de pacificatie van de inheemse bevolking en doorstond gedurende de 17e eeuw meerdere aanvallen van nomaden.
Na de aanleg van de Siberische heerbaan werd Tomsk een belangrijk doorvoercentrum. Langzaam groeide de stad uit tot een regionaal bestuurlijk centrum.

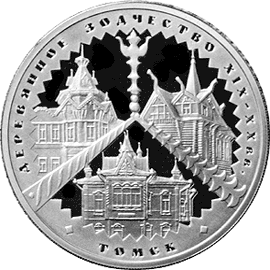
Zilveren munt uit 2004, ter ere van het 400-jarig bestaan van Tomsk

In 1804 werd het de hoofdstad van het enorme gouvernement Tomsk, waartoe het gebied van de huidige oblasten Kemerovo, Novosibirsk en Tomsk, het kraj Altaj en delen van Kazachstan en het kraj Krasnojarsk behoorden. De stad groeide sterk vanaf het midden van de 19e eeuw, toen de goudwinning in Siberië tijdens de Siberische goldrush een grote vlucht nam.
Voor de kruising van de Ob door de trans-Siberische spoorweg werd een locatie ten zuiden van Tomsk gekozen. Uit de nederzettingen die op deze plek ontstonden groeide later de stad Novosibirsk. Tomsk kwam terzijde van de belangrijke spoorlijn te liggen en hoewel er in 1896 een tak naar de stad werd aangelegd, was Tomsk zijn betekenis als transportknooppunt kwijt, met grote gevolgen voor de lokale economie.
Na de Oktoberrevolutie van 1917 werd Tomsk onderdeel van het kraj Siberië, later West-Siberië genoemd, en in 1937 ging het van de oblast Novosibirsk deel uitmaken. Het waren moeilijke tijden voor de stad, die, verschoven naar de periferie, zich niet volledig kon ontwikkelen.

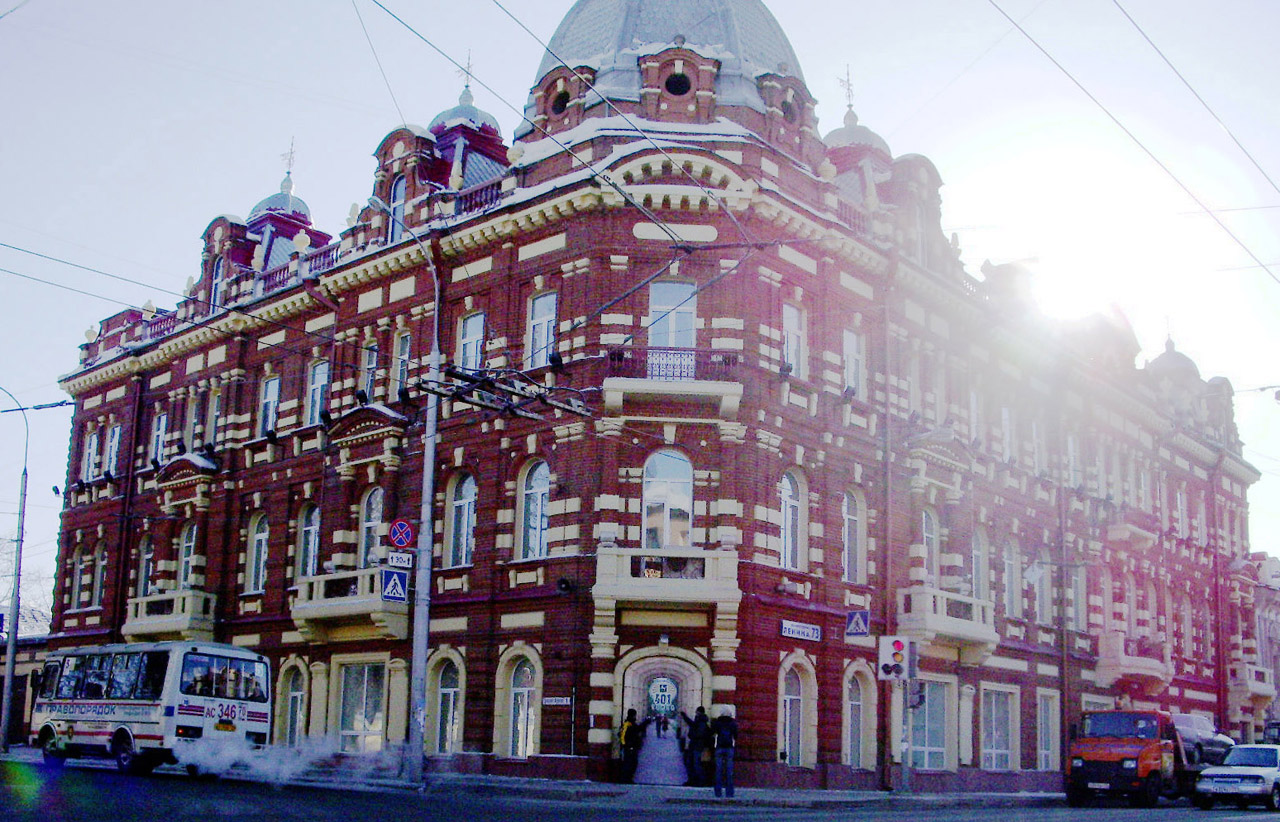
Het stadhuis van Tomsk

Tijdens de Tweede Wereldoorlog werden zo'n 30 bedrijven uit Europees Rusland naar Tomsk verplaatst, die de basis van de plaatselijke industrie zouden gaan vormen. De industriële productie van stad verdrievoudigde in de oorlogsjaren. Ook de bestuurlijke status van de stad veranderde: in augustus 1944 werd de oblast Tomsk gesticht, waarvan Tomsk de hoofdstad werd.
In 1970 kreeg Tomsk de status van "historische stad". Tijdens de perestrojka werden de beperkingen ten aanzien van de vestiging van buitenlanders opgeheven, de stad werd opener. In 2004 bestond Tomsk 400 jaar. De geplande feestelijkheden werden afgelast in verband met de gebeurtenissen in Beslan.

## Transport
Tomsk heeft een spoorwegstation aan de lijn Tajga-Belyj Jar, een tak van de trans-Siberische spoorlijn. In de toekomst zal de stad via de Noordelijke Oost-Westverbinding verbonden worden met de aardgasvelden en steden in Chanto-Mansië in het noordwesten. De stad beschikt over een haven aan de Tom en een luchthaven, Bogasjovo. Het stedelijk openbaar vervoer wordt verzorgd door trolleybussen, gewone bussen en trams. De meeste passagiers worden echter vervoerd met marsjroetka's (lijntaxi's), minibusjes die een vaste route rijden en op verzoek van reizigers overal langs de route stoppen.

## Hoger onderwijs

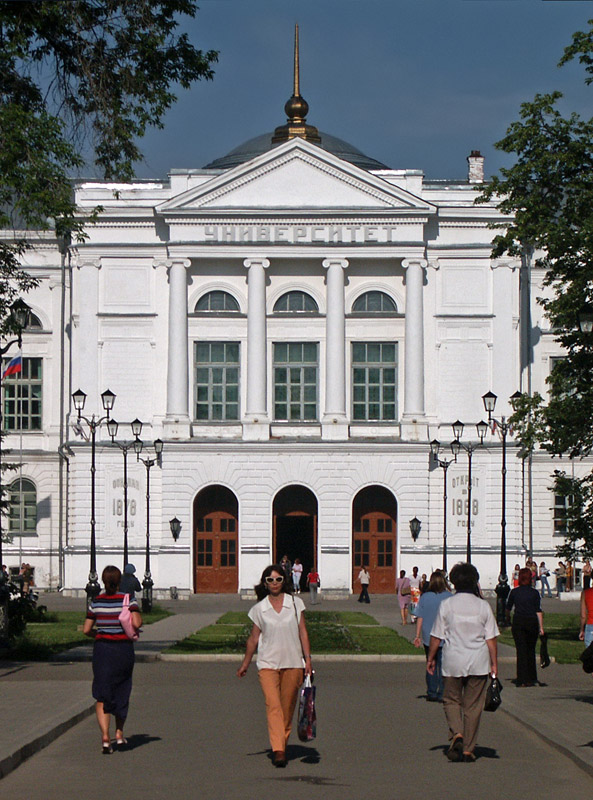
Staatsuniversiteit van Tomsk

De Staatsuniversiteit van Tomsk is de oudste universiteit van Siberië en werd gesticht in 1878. De collectie van de bibliotheek van deze universiteit wordt als een van de rijkste van Rusland beschouwd. Ook de oudste instelling voor hoger technisch onderwijs in Siberië bevindt zich in Tomsk: de in 1896 gestichte Polytechnische Universiteit. In 1913 werd de medische faculteit van de universiteit van Tomsk als eerste in Rusland opengesteld voor vrouwelijke studenten.
Andere instellingen voor hoger onderwijs in Tomsk:
- Siberische Medische Staatsuniversiteit
- Pedagogische Staatsuniversiteit Tomsk
- Staatsuniversiteit voor Architectuur en Bouwkunde Tomsk
- Staatsuniversiteit voor Zendsystemen en Radio-elektronica

Het aantal studenten in Tomsk bedroeg in 2003 83.600, wat overeenkomt met bijna 1/5 van de totale bevolking van de stad. Het aantal buitenlandse studenten in Tomsk neemt steeds meer toe.

## Klimaat
De stad heeft een landklimaat met een gemiddelde temperatuur van -1,3°C over het gehele jaar. De winters zijn lang en streng, met een gemiddelde temperatuur van -19 tot -21°C in januari. De laagst gemeten temperatuur ooit is -55°C (januari 1969). De gemiddelde temperatuur in juli is +17 tot +18°C, de jaarlijkse neerslag bedraagt 435 mm.

## Sport
Tom Tomsk is de professionele voetbalclub van Tomsk en speelt in het Troedstadion. De club speelde meerdere seizoen op het hoogste Russische niveau, de Premjer-Liga. 

## Partnersteden
Tomsk is partnerstad van: 
- Monroe (Michigan, VS)
- Tbilisi (Georgië)
- Ulsan (Zuid-Korea)

## Geboren in Tomsk
- Nikolaj Roekavisjnikov, kosmonaut